# 赖店镇
赖店镇是中国福建省莆田市仙游县下辖的一个镇。

## 行政区划
赖店镇下辖以下地区：
坂头村、张埔村、前埔村、象岭村、溪埔村、锦田村、新周村、赖店村、樟林村、岐山村、土山村、罗峰村、龙兴村、山尾村、玉山村、玉墩村、潘硎村、林田村和留仙村。